# Лейте (залив)
Лейте (англ. Leyte Gulf) — залив в южной части острова Самар и восточной части острова Лейте. Административно относится к региону Восточные Висайи, к провинциям Лейте, Самар и Восточный Самар (Филиппины).

## География, описание
Залив имеет форму, приближённую к равнобедренному треугольнику, чья высота составляет около 105 километров, а основание около 90 километров, площадь — около 4700 км².
В южной части залива расположен крупный остров Динагат и небольшие острова Хомонхон и Сулуан. Также в заливе расположен крохотный (0,03 км²) остров Виктори, на котором проживает 598 человек (перепись 2020 года) — таким образом плотность его населения составляет почти 20 000 человек на квадратный километр, это один из самых густонаселённых островов мира. Юго-западная часть залива соприкасается с проливом Суригао.
На берегу залива расположены следующие города (в скобках указано количество жителей и год переписи):
- Абуйог[англ.] (59 571; 2015)
- Балангига[англ.] (14 085; 2015)
- Басей[англ.] (55 480; 2015)
- Дулаг[англ.] (41 757; 2010)
- Гипорлос[англ.] (13 308; 2015)
- Гуйуан[англ.] (52 991; 2015)
- Кинапондан[англ.] (14 779; 2015)
- Лаваан[англ.] (12 742; 2015)
- Майорга[англ.] (14 694; 2010)
- Макартур[англ.] (18 724; 2010)
- Марабут[англ.] (15 115; 2010)
- Мерседес[англ.] (6070; 2015)
- Пало[англ.] (70 052; 2015)
- Сальседо[англ.] (22 532; 2015)
- Силаго[англ.] (12 310; 2010)
- Таклобан (242 089; 2015)
- Танауан[англ.] (55 021; 2015)
- Толоса[англ.] (20 978; 2015)
- Хавье[англ.] (23 878; 2010)
- Хинунанган[англ.] (29 976; 2010)
- Хинундайан[англ.] (11 890; 2010)

## История
Залив Лейте служил театром боевых действий 23—26 октября 1944 года во время Сражения в заливе Лейте — самого масштабного морского сражения в истории. Тогда армия США одержала победу над императорским флотом, за трое суток американцы потеряли около 3500 человек и 6 кораблей, японцы — около 10 000 человек и 27 кораблей.
В ноябре 2013 года над заливом пронёсся тайфун Хайян, который вызвал огромный штормовой прилив из-за которого на острове Лейте погибло множество человек, был причинён серьёзный вред сельскому хозяйству и зданиям.
Исторически залив Лейте славился своими рыбными ресурсами. Здесь в больших количествах вылавливали сельдь, креветок, крабов. Однако после распространения в местных водах рыбалки с динамитом, а также после тайфуна Хайян, который уничтожил твёрдое коралловое покрытие, в местных водах рыбы стало намного меньше.